# Dynia piżmowa
Dynia piżmowa (Cucurbita moschata Duchesne) – gatunek rośliny jednorocznej z rodziny dyniowatych (Cucurbitaceae), pochodzący z Ameryki Środkowej.

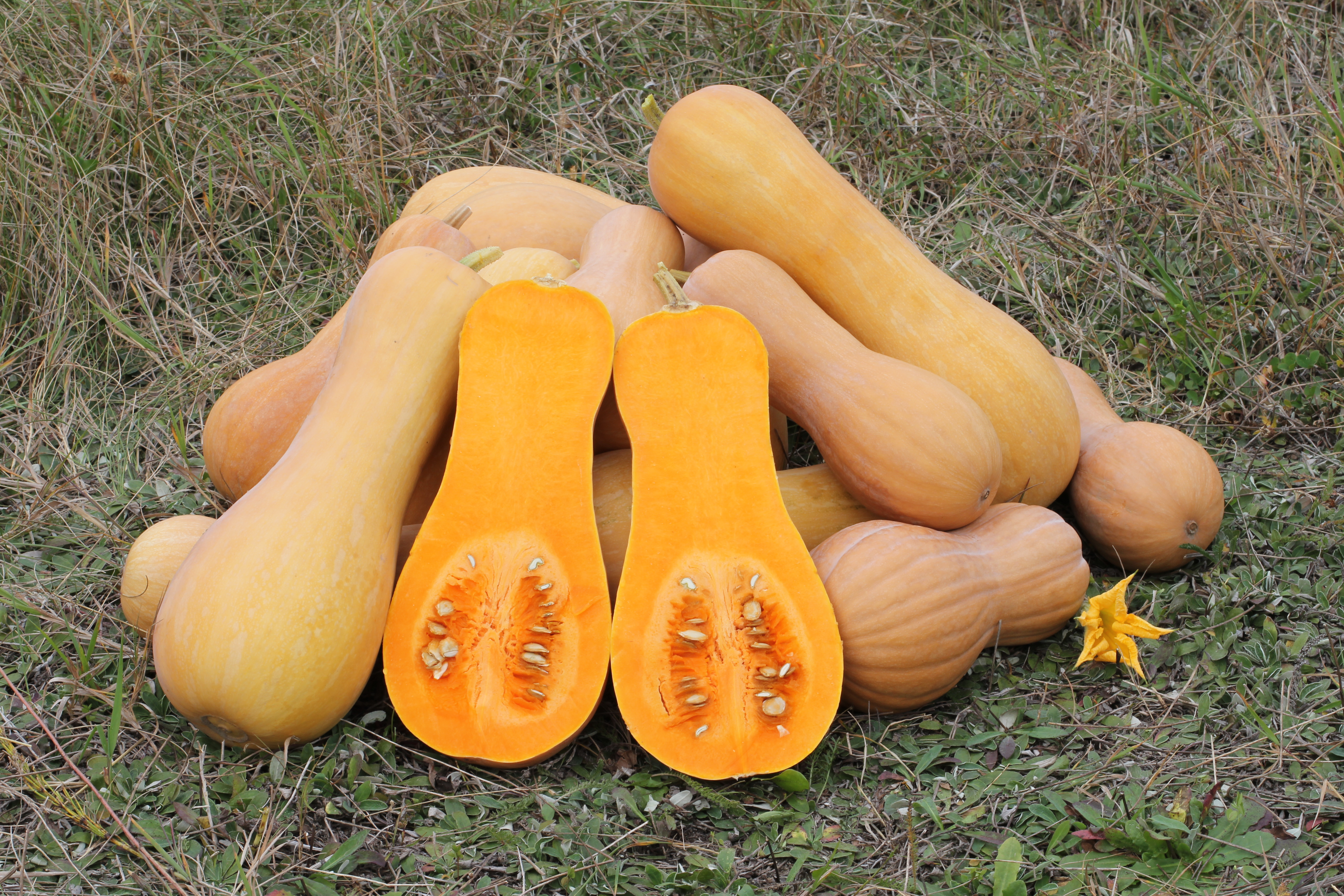
Owoce odmiany 'Butternut'

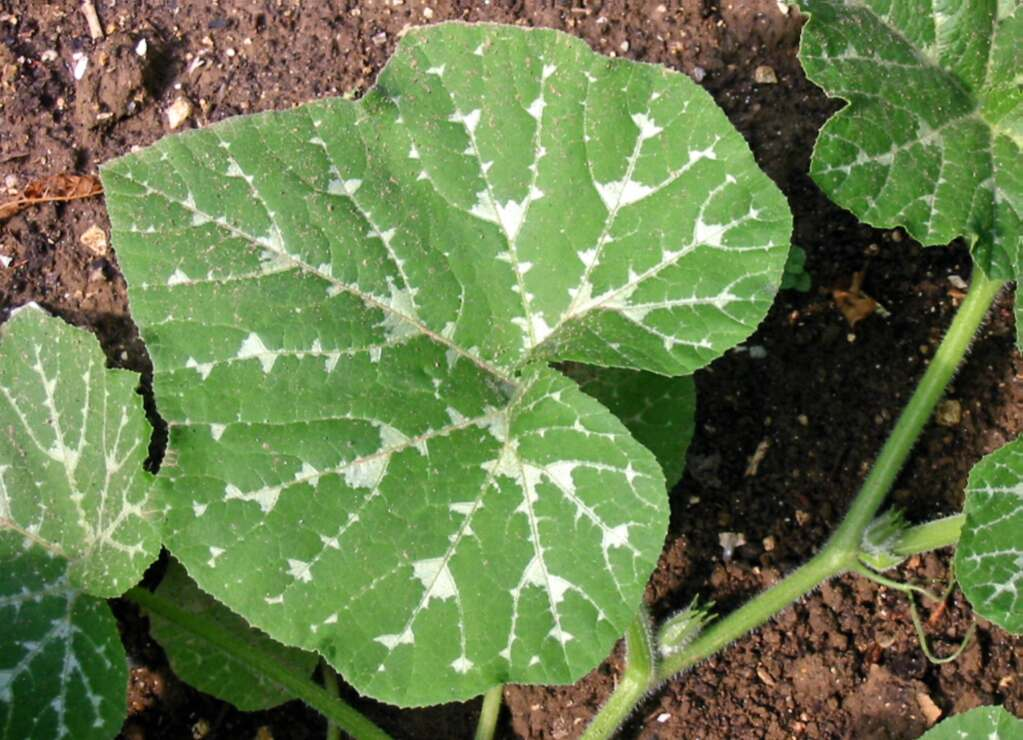
Liść

## Morfologia
ŁodygaMasywna, płożąca się lub wspinająca o długości do 5 m z rozgałęzionymi czepnymi wąsami.
LiścieDuże, miękkie, dość często białoplamiste, o 5-6 ostrych klapach i ostrych zatokach pomiędzy nimi.
KwiatyRozdzielnopłciowe, roślina jednopienna. Wyrastające pojedynczo kwiaty żeńskie mają dzwonkowaty, 5-ząbkowy kielich, jasnożółtą 5-łatkową lejkowatą koronę o średnicy do 10 cm i 1 słupek. Kwiaty męskie wyrastają pęczkami w kątach liści i są prawie zupełnie pozbawione rurki, mają 5 zrośniętych pręcików. Wolne końce płatków podczas kwitnienia rozkładają się szeroko, lub odwijają do tyłu.
Owocjagoda wyrastająca na twardej, bruzdowanej 5-kanciastej szypułce. Owoce tej rośliny są zbliżone wyglądem do owoców melonów, podługowate, o barwach zupełnie innych niż posiadają owoce innych dyń, mianowicie ciemnobrązowe lub czerwonożółtawe, z bruzdowaną i miękką warstwą zewnętrzną. Miąższ jest jadalny i wonny, o charakterystycznym zapachu piżma. Waga owoców dochodzi do 20 kg. W środku wypełniony jest prawie bezwłóknistym, słodkawym, żółtego koloru miąższem, w którym znajdują się liczne, brudnobiałe lub brązowe, płaskie, tępo ząbkowane nasiona, niemal gładkie i matowe.

## Odmiany uprawne
Wyhodowano m.in. następujące odmiany uprawne: 'Butternut', 'Butternut Rugosa' (odmiana włoska), 'Kurinishiki' (japońska), 'Muscade de Provence' lub 'Musquée de Provence' (francuska), 'Muskatna' (bułgarska), 'Triple Treat', 'Waltham Butternut'.

## Zastosowanie
- Uprawiana jako warzywo o podobnych walorach smakowych i odżywczych, jak dynia zwyczajna.
- Niektóre odmiany mają nieduże, ale ozdobne owoce i są uprawiane jako roślina ozdobna (tzw. dynia ozdobna).

## Uprawa
Jak wszystkie dynie wymaga dużo światła, ciepła (optymalna temperatura to 25 °C) i wody. Uprawiana jest z nasion. Aby nie gniła, należy ją uprawiać na wysokich podporach, tak, by pędy i owoce nie leżały na ziemi.